# Elymus spicatus
Pour les articles homonymes, voir Elymus et Spicatus.
Espèce
Elymus spicatus est une espèce de plantes monocotylédones de la famille des Poaceae, sous-famille des Pooideae, originaire d'Amérique du Nord .
Ce sont des plantes herbacées vivaces, cespiteuses, aux tiges (chaumes) dressées pouvant atteindre 100 cm de haut et aux inflorescences en épis d'épillets.

## Distribution et habitat

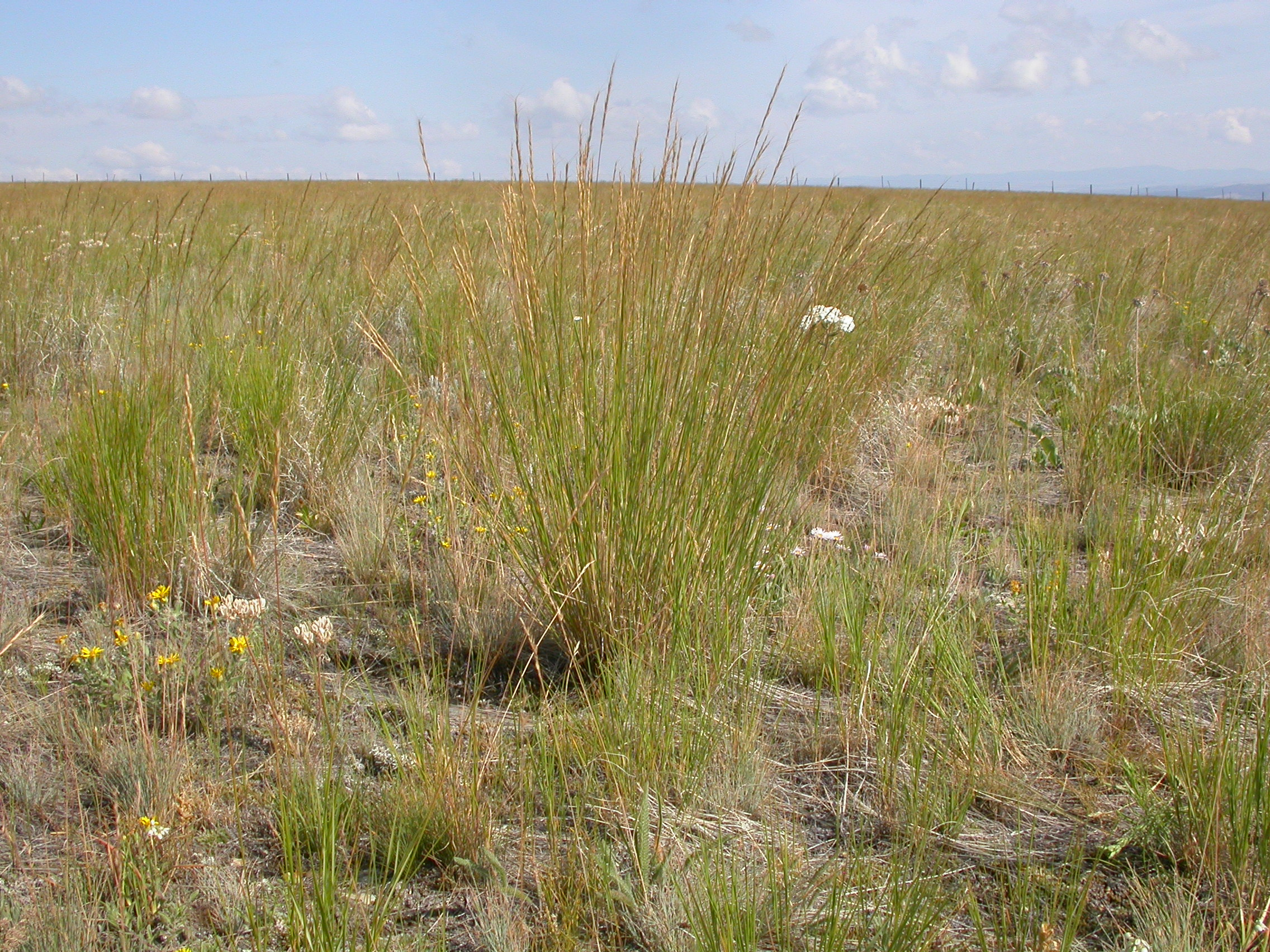
Steppe à Elimus spicatus dans le Montana.

L'aire de répartition d'Elymus spicatus comprend tout l'ouest de l'Amérique du Nord (États-Unis et Canada), à l'est des chaînes côtières, depuis l'Alaska jusqu'à la Californie et le Nouveau-Mexique vers le Sud, et jusqu'au Saskatchewan, au Michigan et au Texas vers l'Est.
Cette espèce se rencontre dans des habitats très divers, en plaine et sur les pentes des montagnes, dans les canyons, les bois ouverts et sur les rives des cours d'eau. Elle tolère les sols humides mais est plus abondante sur sols secs.

## Synonymes
Selon Catalogue of Life (21 novembre 2017) :
- Agropyron divergens (Steud.) P.Candargy
- Agropyron divergens var. inerme Scribn. & J.G.Sm.
- Agropyron divergens var. tenue Vasey, nom. nud.
- Agropyron divergens var. tenuispicum Scribn. & J.G.Sm.
- Agropyron inerme (Scribn. & J.G.Sm.) Rydb.
- Agropyron missuricum Farw., nom. superfl.
- Agropyron spicatum (Pursh) Scribn. & J.G.Sm.
- Agropyron spicatum var. inerme (Scribn. & J.G.Sm.) A.Heller
- Agropyron spicatum f. inerme (Scribn. & J.G.Sm.) Beetle
- Agropyron spicatum var. puberulentum Piper, nom. superfl.
- Agropyron spicatum var. pubescens Elmer
- Agropyron spicatum var. tenuispicum (Scribn. & J.G.Sm.) Rydb.
- Agropyron spicatum var. vaseyi (Scribn. & J.G.Sm.) E.E.Nelson
- Agropyron vaseyi Scribn. & J.G.Sm.
- Elymus spicatus subsp. inermis (Scribn. & J.G.Sm.) Hanelt
- Elytrigia spicata (Pursh) D.R.Dewey
- Festuca spicata Pursh (basionyme)
- Pseudoroegneria spicata (Pursh) Á.Löve
- Pseudoroegneria spicata subsp. inermis (Scribn. & J.G.Sm.) Á.Löve
- Roegneria spicata (Pursh) Beetle
- Roegneria spicata f. inermis (Scribn. & J.G.Sm.) Beetle
- Schedonorus spicatus (Pursh) Roem. & Schult.
- Triticum aegilopoides Thurb. ex A.Gray, nom. nud.
- Triticum divergens Steud.
- Triticum missuricum Spreng., nom. superfl.
- Zeia spicata (Pursh) Lunell